# Armand Guillaume Marie Joly de Fleury
Pour les autres membres de la famille, voir Famille Joly de Fleury.
Armand Guillaume Marie Joly de Fleury, né le 16 mars 1746 à Paris et mort le 14 décembre 1823 dans l'ancien 10e arrondissement de Paris, est un magistrat français appartenant à une famille de la noblesse de robe. Maître des requêtes, il est le dernier procureur général du Parlement de Paris, jusqu'à la Révolution.

## Biographie

### Famille
Armand Guillaume Marie Joly de Fleury est issu d'une grande famille de la noblesse de robe dont la filiation suivie remonte à André Joly, vivant en 1319. Au XVIIIe siècle, Les Joly de Fleury forment une véritable dynastie d'avocats généraux et de procureurs généraux au Parlement de Paris, qui monopolise la charge de procureur général au Parlement de Paris pendant trois générations, de 1717 à 1790.
Armand Guillaume Marie Joly de Fleury naît le 16 mars 1746 à Paris, dans la paroisse Sainte-Marie-Madeleine de la Ville-l'Évêque, où il est baptisé le même jour. Il est le fils de Jean ou Joseph Omer Joly de Fleury (1715-1810) et de sa première épouse Madeleine Geneviève Mélanie Desvieux (1724-1747). 
Son frère aîné, Omer Louis François Joly de Fleury est procureur général du Parlement de Paris à l'époque du Parlement Maupeou, de 1771 à 1774. Leur sœur, Adélaïde Marie Louise Joly de Fleury (1762-1783) épouse le 9 mai 1780 Louis-Michel Lepeletier de Saint-Fargeau.

### Magistrat d'Ancien Régime
Armand Guillaume Marie Joly de Fleury entre au Parlement de Paris comme conseiller le 27 mai 1767,. Il est maître des requêtes le 17 janvier 1772 et démissionne en 1775, pour devenir avocat général au Parlement de Paris, charge dont il démissionne en décembre 1787.
Il est procureur général au Parlement de Paris d'abord en survivance de son oncle Guillaume-François-Louis Joly de Fleury à partir du 13 juillet 1778, puis à la mort de celui-ci, en exercice du 15 décembre 1787,,, à 1790,. Il est ainsi le dernier procureur général au Parlement de Paris,.
Pendant la Terreur, il est arrêté et détenu à la prison du Luxembourg à partir du 13 octobre 1793.

### Les honneurs de l'Empire et de la Restauration
Armand Guillaume Marie Joly de Fleury est fait comte de l'Empire, et chevalier de la Légion d'honneur le 4 février 1810. Il devient conseiller d'État honoraire, le 5 juillet 1814.
Il meurt à Paris, dans l'ancien 10e arrondissement, le 14 décembre 1823. Sa succession est d'environ 400 000 francs.

### Mariage et descendance
Armand Guillaume Marie Joly de Fleury se marie le 3 décembre 1781, à la paroisse Saint-Eustache de Paris, avec Angélique Claudine Gabrielle Douet de La Boullaye, née le 7 février 1768 et morte au château de Fleury-Mérogis le 12 juillet 1846. Elle est la fille de Gabriel Douet de La Boullaye (1734-1794), conseiller au Parlement de Paris, intendant, et d'Angélique Jeanne Catherine de Pierre de Bernis (morte en 1820).
Ils ont deux enfants :
- Angélique Marie Célestine Joly de Fleury, née le 1er mars 1787, à Paris, paroisse Saint-Eustache et morte à Dieppe le 30 août 1834, mariée à Fleury-Mérogis le 24 fructidor an XII (11 septembre 1804) à Louis François Debonnaire, baron de Forges (1778-1836), maître des requêtes au Conseil d'État[9] ;
- Bon Gabriel Jean Guillaume, comte Joly de Fleury, né le 30 juin 1789, à Paris, paroisse Sainte-Marie-Madeleine de la Ville l'Évêque et mort dans le 8e arrondissement de Paris le 26 mai 1866, maître des requêtes au Conseil d'État, maire de Fleury-Mérogis, marié le 15 avril 1816 à Henriette Schrerer (1794-1848), fille du général Barthélemy Louis Joseph Schérer, puis le 9 mai 1849 à Élisabeth Roze (1815-1900)[9].

## Décoration
Chevalier de la Légion d'honneur le 4 février 1810.